# SPA CL39
Az SPA CL39 vagy Fiat-SPA CL39, illetve más néven még Fiat-SPA C.L.F. 39  (Carro Leggero Fanteria) egy olasz gyártmányú könnyű teherautó volt, melyet a Società Piemontese Automobili (SPA) gyártott az olasz hadsereg és légierő részére. Helyenként  Autocarretta SPA néven is hívták hogy megkülönböztessék a kisebb OM Autocarretta teherautótól. A jármű könnyen kormányozható és viszonylag gyors volt.

## Leírás
Az OM Autocarretta könnyű teherautóhoz képest egyszerűbb kialakítású. Alváza hagyományos felépítésű, két tengellyel, tengelyenként egy kerékkel, hátsó kerék meghajtással és első kerék kormányzással.

## Fordítás
Ez a szócikk részben vagy egészben  a   SPA CL39 című olasz Wikipédia-szócikk ezen változatának fordításán alapul.  Az eredeti cikk szerkesztőit annak laptörténete sorolja fel. Ez a jelzés csupán a megfogalmazás eredetét és a szerzői jogokat jelzi, nem szolgál a cikkben szereplő információk forrásmegjelöléseként.